# Dichogama decoralis
Dichogama decoralis is een vlinder uit de familie van de grasmotten (Crambidae). De wetenschappelijke naam van de soort is voor het eerst gepubliceerd in 1866 door Francis Walker.
De soort komt voor in Jamaica en de Dominicaanse Republiek.